# Cinema colombià

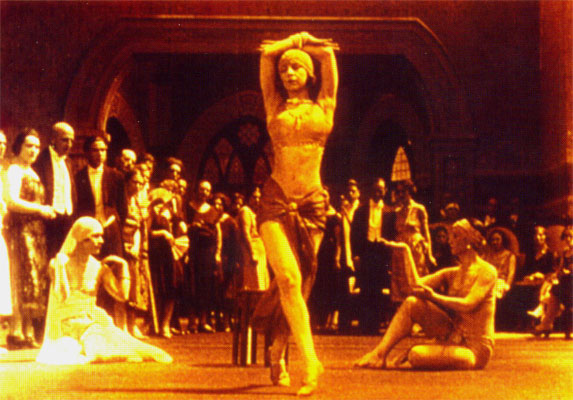
Fotograma de la pel·lícula: Garras de oro (1926).

El terme cinema de Colòmbia o cinema colombià es refereix, en un sentit ampli, a les produccions cinematogràfiques realitzades a Colòmbia o considerades colombianes per altres raons. El cinema colombià, com qualsevol cinema nacional, és un procés històric amb una dimensió industrial i artística.
El cinema colombià no ha aconseguit ser rendible com a indústria al llarg de la seva història, la qual cosa ha impedit que hi hagi continuïtat a la producció i en l'ocupació de realitzadors i tècnics. Durant les primeres dècades del segle XX van existir algunes companyies que van intentar mantenir un nivell constant de producció però la falta de suport econòmic i la forta competència estrangera van acabar per desaprofitar les iniciatives. En els anys 1980 la de nou creada Compañía de Fomento Cinematográfico (Focine) de caràcter estatal, va permetre que es realitzessin algunes produccions. Tanmateix, la companyia va haver de ser liquidada a començaments dels anys 1990. En l'actualitat es viu una creixent activitat cinematogràfica gràcies a la Llei de Cinema aprovada l'any 2003 que ha permès que al país reneixin les iniciatives al voltant de l'activitat cinematogràfica.

## Història
La història del cinema a Colòmbia comença el 1897 quan es registra l'arribada del cinematògraf al país. Només dos anys abans, l'aparell dels Germans Lumière hauria fet la seva llegendària aparició pública a París i amb la recent eufòria ocasionada a tot el món per l'aparició de l'invent, molts camarógrafs estrangers es van bolcar amb les seves cambres a la recerca de nous paisatges per descobrir, d'aquesta forma es coneix que alguns van fer incursions en territori colombià aquell any on es van realitzar exhibicions inicialment a la ciutat de Colón (Panamà), per llavors encara ciutat colombiana; d'allà va passar a Barranquilla després a Bucaramanga per arribar més tard a la capital, Bogotà, on l'agost d'aquell mateix any va ser presentat en societat al Teatre Municipal, que estava localitzat en la Carrera 8 i va ser posteriorment demolit.

### Inicis
Poc després de la introducció del cinema al país es desencadena la Guerra dels mil dies pel que les primeres produccions han d'esperar el final del conflicte civil per sortir a la llum, al principi les produccions cinematogràfiques del país es limitaven a capturar paisatges i moments de la vida nacional i l'exhibició de pel·lícules estrangeres era dominada pels Germans Di Doménico propietaris del Salón Olympia de Bogotà, que també produirien la primera pel·lícula documental "El drama del quince de octubre" que narra l'assassinat del general Rafael Uribe Uribe desencadenant una gran polèmica.

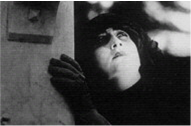
Fotograma de la pel·lícula: Bajo el cielo antioqueño (1924 -1925).

### El cinema mut
Durant els primers anys els realitzadors de cinema es dedicaven a fer filmacions de paisatges i reportatges de notícies per a la seva exhibició pública i no serà fins al 1922 que apareix el primer llargmetratge de ficció anomenat "María" (del qual avui no existeixen còpies) dirigida per Máximo Calvo Olmedo un immigrant espanyol que treballava com a distribuïdor de cinema a Panamà i va ser contractat per viatjar a Cali on realitzaria el film basat en la novel·la homònima de Jorge Isaacs.
Un altre dels pioners del cinema a Colòmbia va ser Arturo Acevedo Vallarino un productor i director de teatre antioqueny que vivia de fer obres de teatre a Bogotà, davant de la crisi que es va desencadenar en aquesta activitat per l'arribada del cinema, Acevedo va decidir fundar la companyia Acevedo e hijos.
 casa productora de més durada i continuïtat dins de la història del cinema colombià amb 23 anys d'existència (1923 a 1946) sent l'única que sobreviuria a la crisi dels anys 1930, l'esmentada productora realitzaria un primer llargmetratge el 1924 anomenat "La tragedia del silencio" dirigit pel mateix Arturo Acevedo, que el 1928 realitzaria un segon llargmetratge que és un dels pocs que han sobreviscut dels primers anys de la cinematografia al país fins als nostres dies titulat Bajo el cielo antioqueño, el qual es va realitzar més com un caprici de la classe burgesa de l'època, finançada pel magnat Gonzalo Mejía, que com una realització amb pretensions comercials o artístiques encara que va assolir una important i inesperada acceptació del públic; tanmateix el film reflectia el caràcter de l'època que venia presentat determinades característiques comunes no només en el cinema sinó en les altres arts a les quals se'ls acusava de presentar certa despreocupació o evasió de la dura realitat per la que estava travessant el país que es recuperava de devastadores guerres civils i de la pèrdua del canal de Panamà; en contrast d'això, les arts en general es preocupaven principalment de tres aspectes una mica superficials: el paisatgisme, el folklorisme i el nacionalisme, amb algunes excepcions sobretot en la literatura però que no eren alienes al cinema a excepció d'algunes pel·lícules com Garras de oro (1926) que abordava el polèmic tema de la separació de Panamà de Colòmbia el 1914 criticant el paper dels Estats Units a la presa.

### Crisi de la dècada de 1930

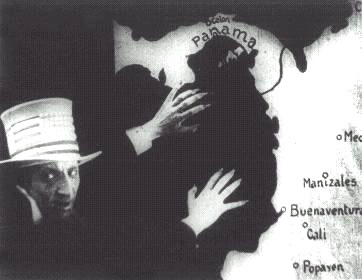
Fotograma de la pel·lícula: Garras de oro (1926).

Després del que semblava una florent indústria, l'any 1928 l'empresa Cine Colombia va comprar els estudis dels germans Di Domenico tancant els únics laboratoris existents a Colòmbia, per dedicar-se únicament a l'exhibició de pel·lícules estrangeres que li proporcionaven bons dividends amb el que es va aniquilar tot seguit la producció nacional. Va ser així com des de 1928 fins a 1940 a Colòmbia no es va produir ni un sol llargmetratge (a excepció de Al son de las guitarras d'Alberto Santana, que mai no va ser estrenat). D'aquest període sobreviuen, no obstant això, nombrosos curtmetratges documentals o noticiaris realitzats per Acevedo e Hijos.
La transició del cinema mut al cinema sonor, que es va iniciar a tot el món el 1927, va agreujar el retard tecnològic que afectava els productors colombians. El cinema sonor era molt més costós i complicat de fer, i les companyies locals no estaven en condicions de competir amb les pel·lícules de Hollywood, que oferien als distribuïdors gran perfecció tècnica, taquilla confiable i preus molt baixos, ja que la inversió es feia al mercat nord-americà. A això s'afegeix la competència del cinema argentí i mexicà, que travessaven les seves "edats d'or". Tanmateix, va ser aquest mateix exemple d'èxit d'altres països llatinoamericans el que va encoratjar alguns empresaris a provar la seva sort a la producció de cinema colombià. Entre 1941 i 1945 es van estrenar deu llargmetratges de ficció colombians, realitzats per quatre companyies:
Ducrane Films: Dirigida per Oswaldo Duperly, un empresari de Bogotà que havia viscut als Estats Units. Van començar el 1939 realitzant curts publicitaris i noticieros, per a després produir Allà en el Trapiche (1943), Golpe de Gràcia (1944), i Sendero de Luz (1945).
Calb Film Company: Dirigida per l'espanyol Máximo Calvo, que havia arribat a Colòmbia en temps del cinema mut per dirigir una adaptació de la novel·la María (1922). Va realitzar Flores del Valle (1941) i Castigo del Fanfarrón (1945)
Patria Films: Formada pels actors xilens de la companyia de varietats Álvarez-Sierra. Van participar en Allá en el Trapiche, i van produir Antonia Santos (1944), Bambucos y Corazones  (1945), i El sereno de Bogotá (1945).
Cofilma: Companyia antioquenya formada per inversors locals. Van produir Anarkos (1944) i La canción de mi tierra (1945)
És probable que Allá en el Trapiche sigui l'única pel·lícula d'aquest període que va permetre als seus productors recuperar la inversió. El segon govern d'Alfonso López Pumarejo va aprovar el 1942 la Llei Novena, que establia exempcions aranzelàries i d'impostos per fomentar la producció. Encara que aquesta llei no va arribar a aplicar-se efectivament en benefici de les companyies colombianes, va establir un precedent de (feble) protecció estatal al cinema. Totes les empreses van acabar en la fallida i va passar una dècada abans que algú s'arrisqués de nou a produir un llargmetratge.
La falta d'oportunitats comercials i suport estatal no va impedir que en els anys 1950 s'assagessin diferents models de producció. Potser el més interessant va ser el curtmetratge surrealista La langosta azul (1954), produït per un grup d'artistes de la costa Atlàntica entre els quals hi havia Gabriel García Márquez i Enrique Grau. Encara que aquests artistes no van continuar treballant en el mitjà cinematogràfic, García Márquez continuaria col·laborant més endavant en diversos projectes com a guionista, activitat que desenvolupa en l'actualitat. Un altre dels artistes que intentarien infructuosament aconseguir desenvolupar una carrera cinematogràfica al país va ser Fernando Vallejo, qui durant la dècada de 1980 va intentar realitzar produccions cinematogràfiques que no només no van aconseguir suport estatal sinó que van ser censurades. Malgrat que Vallejo intentava retratar a les seves pel·lícules la problemàtica de la violència, va haver de realitzar-les a Mèxic.

### Llei de cinema
La Llei 814 de 2003, coneguda com a Llei del Cinema va ser aprovada en segon debat en la plenària del senat, pel qual: "es dicten normes per al foment de l'activitat cinematogràfica a Colòmbia", per mitjà de cobrament d'impostos a distribuïdors, exhibidors i productors de cinema, la recaptació del qual estarà destinada a donar suport a directors de llargmetratges, curtmetratges i documentals, així com projectes de formació de públics. Els esmentats fons són administrats per El Fondo Mixto de Promoción Cinematográfica PROIMAGENES en Movimiento. Gràcies a aquesta llei durant la primera dècada del segle XXI la producció cinematogràfica ha augmentat significativament.

#### Amenaça a la llei de cinema
En iniciar el segon període presidencial, que va coincidir amb l'apogeu del cinema al país, el govern de Álvaro Uribe Vélez va presentar una reforma tributària per ser aprovada en el congrés de la república; l'esmentada reforma va ser molt criticada per diferents experts del sector cultural que van considerar que tindria un devastador efecte no nomé pel cinema sinó per a diverses manifestacions culturals i artístiques, amb la qual cosa s'acabaria amb els avantatges de la llei de cinema acabada d'aprovar acabant una vegada més amb l'oportunitat per a l'existència d'una indústria cinematogràfica al país.
Finalment l'agost de 2006, la llavors ministra de cultura Elvira Cuervo de Jaramillo, junt amb un grup d'assessors del ministeri va realitzar gestions davant del Ministeri d'Hisenda per impedir que la reforma afectés els beneficis de la llei de cinema. El Ministeri d'Hisenda es va comprometre que la reforma no afectaria els beneficis de la llei.

## Projecció internacional
El cinema colombià ha tingut una presència molt escassa en escenaris internacionals, tanmateix alguns documentals dels anys 1970 van aconseguir cert reconeixement, com és el cas de Chircales (1972), de Marta Rodríguez y Jorge Silva que va aconseguir diversos premis internacionals. En el cinema argumental s'han assolit alguns reconeixements en l'exterior especialment en els anys 1990 quan el director Sergio Cabrera va aconseguir diversos premis amb les seves pel·lícules, destacant-se La estrategia del caracol (1994), mentre que el cineasta Víctor Gaviria va aconseguir que les seves pel·lícules Rodrigo D: No futuro (1990), i La vendedora de rosas (1998), guanyessin nombrosos premis de prestigi internacional i arribessin a ser nomenades a la Palma d'Or en el Festival Internacional de Cinema de Canes.
Als anys 2000 es va destacar la participació de l'actriu Catalina Sandino Moreno en la coproducció colombo-estatunidenca María, llena eres de gracia, paper que li va valer l'Os de Plata a la millor interpretació femenina en el Festival Internacional de Cinema de Berlín de 2004, premi que compartiria amb l'actriu sud-africana Charlize Theron per la seva interpretació a Monster i, aquell mateix any, una nominació al premi Oscar a la millor actriu. Una altra fita internacional per al cinema colombià vingué de part de la pel·lícula Al final del espectro de Juan Felipe Orozco, ja que malgrat que ha tingut una difusió a nivell nacional principalment, va ser vista per alguns empresaris d'Universal Studios que es van interessar per la cinta i realitzen una adaptació.
Un dels assoliments importants en l'actualitat per al cinema colombià l'encapçala la pel·lícula dirigida per Carlos Moreno, Perro come gos, per ser seleccionada per al Festival de Cinema de Sundance. La pel·lícula Paraiso Travel, del director colombià Simon Brand (també director de "Mentes en blanco" amb Jim Cavieziel), va tenir gran acollida als Estats Units.
Finalment, és important destacar que treballs dels directors colombians com Ciro Guerra i Rubén Mendoza, han estat nominats en el Festival de Cinema de Cannes, el més important al món.

## Cinema documental

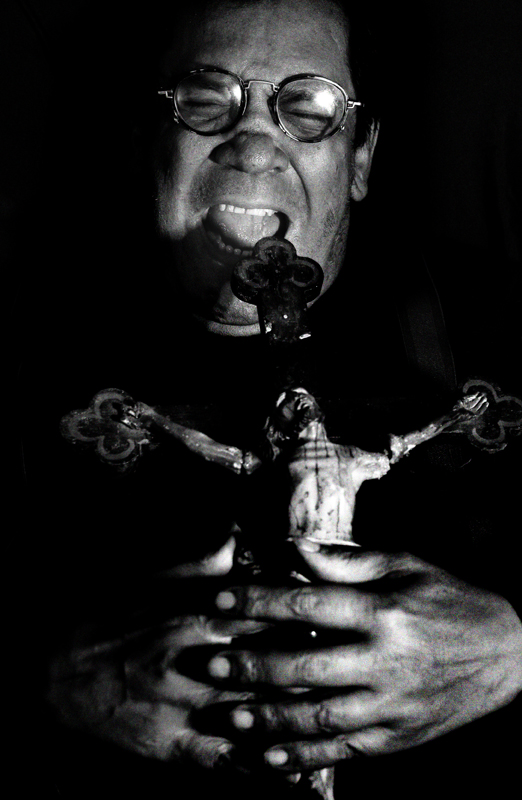
Carlos Mayolo va formar part de l'anomenat "Grupo de Cali".

La producció documental a Colòmbia ha estat variada i de qualitat. Tanmateix no ha estat àmpliament difosa per les barreres que imposa la indústria cinematogràfica quant a l'exhibició i distribució del material. Són pocs els espectadors interessats a apropar-se en aquest material audiovisual.
Durant la dècada de 1970, a la ciutat de Cali es va viure un gran "boom" no només referent al cinema sinó a les arts en general, allà va néixer l'anomenat Grup de Cali del qual formarien part Carlos Mayolo, Luis Ospina, Andrés Caicedo, Oscar Campo entre altres documentalistes i cineastes que van retratar en imatges en moviment una ciutat i unes realitats particulars. Alhora documentalistes com Marta Rodríguez y Jorge Silva registraven un sense fi d'imatges documentals que, apropant-se a l'antropologia, retrataven formes de vida i realitats desconegudes per a molts.

## Cinema d'animació
La realització de cinema d'animació a Colòmbia, com en la resta d'Amèrica Llatina ha presentat un desenvolupament irregular i escàs i només fins fa pocs anys l'animació comença a cobrar importància. Les primeres iniciatives al país es van generar al voltant dels anys 1970 especialment a la producció de comercials de televisió; tanmateix va ser a finals d'aquesta dècada quan sorgeix la figura del cineasta Fernando Laverde que de manera empírica i amb escassos recursos es converteix en el pioner del Stop Motion a Colòmbia, realitzant diferents curts d'animació que obtenen reconeixements nacionals i internacionals. Cap als anys 1980, el de bogotà Carlos Santos explora el món de l'animació cinematogràfica a través de les arts plàstiques realitzant el 1988 amb el suport de Focine la pel·lícula  El pasajero de la noche  i el 1994 estrena en el Festival de cinema de Caracas La selva oscura , pel·lícules que van rebre importants reconeixements pel seu nivell artístic i narratiu. En la primera dècada del segle xxi es genera una gran activitat dins de l'animació a Colòmbia gràcies a l'interès de les noves generacions per aquesta activitat i al desenvolupament de la tecnologia; el 2003 neix el festival d'animació i videojocs LOOP on es fomenta i premia el treball dels animadors colombians i llatinoamericans.

## Festivals
El país compta amb diferents festivals de nivell nacional i internacional, entre els quals es destaquen el Festival Internacional de Cinema de Cartagena que es du a terme des del 1960 a la ciutat de Cartagena d'Índies i cada any s'encarrega de premiar el millor del cinema Iberoamericà lliurant als guanyadors l'estatueta denominada Índia Catalina i el Festival de Cinema de Bogotà la primera edició del qual va ser el 1984 i està especialitzat a premiar amb el "Cercle Precolombí" a nous directors a nivell mundial.

### Altres certàmens
A més dels dos festivals internacionals, al país durant tot l'any es realitzen encontres, mostres i festivals que promouen la formació de públics i premien els realitzadors locals; a continuació s'enumeren els més destacats:
- Eurocine: certamen que es realitza cada any des de 1995 en el qual s'exhibeixen produccions dels països europeus que no arriben al país pels circuits de distribució comercial, l'esdeveniment és organitzat pel Goethe-Institut, amb seu a Bogotà, la delegació de la comissió europea a Colòmbia i la Cinemateca Distrital de Bogotà.[14]
- Festival de cinema francès: és una mostra del millor del cinema francès que es realitza cada any des del 2001 durant el mes de setembre i amb el suport de l'ambaixada de França a les ciutats de Bogotà, Medellín, Cali i Barranquilla, inclou conferències tallers i encontres.[15]
- Semana de Cine Colombiano, Sí Futuro: arran de la creixent producció cinematogràfica al país gràcies a la llei de cinema es va inaugurar l'octubre de 2006 una mostra de cinema colombià amb el lliurament de premis per part d'un jurat internacional de les pel·lícules, realitzadors i actors més destacats en els últims anys. La Direcció de Cinematografia del ministeri de cultura ha expressat la intenció de realitzar l'esdeveniment cada dos anys.
- Imaginatón: És una marató cinematogràfica de realització i exhibició que es realitza cada dos anys i en la qual es convida a participar professionals i aficionats de totes les edats i de qualsevol nacionalitat a set ciutats del país en la realització d'un filminuto en pla seqüència, els millors són seleccionats i premiats per un jurat especialitzat. L'esdeveniment és organitzat per Laboratoris Black Velvet, empresa dedicada a l'anàlisi i desenvolupament de l'entreteniment audiovisual.[16]
- Festival de Cine y Video de Santa Fe de Antioquia: és un festival que es du a terme des de març de l'any 2000 per la Corporació de Cinema i Video de Santa Fe de Antioquia i és dirigit pel cineasta Víctor Gaviria per tal de promoure la producció audiovisual i la formació del públic a la regió d'Antioquia encara que poden participar realitzadors de tot el país.[17]
- MUDA Colombia: La Muestra Universitaria de Audiovisuales, MUDA Colombia és un certamen que es realitza cada any on es premia el millor dels treballs universitaris així com les millors pràctiques pedagògiques proposades per professors de les escoles de cinema del país.[18]
- IN VITRO VISUAL: És un dels esdeveniments relacionats amb el curtmetratge que més s'ha consolidat a Colòmbia, presenta curts colombians els dimarts i estrangers els dijous, escollits a partir d'una convocatòria anual en la qual també hi ha un jurat de trajectòria reconeguda. Al final de l'any es realitza una cerimònia en on es lliuren les estatuetes oficials de l'esdeveniment (Santa Lucia) i també premis en efectiu. Aquest esdeveniment és organitzat per In Vitro Producciones i Laboratoris Black Velvet[19]
- LOOP, Festival Llatinoamericà d'Animació & Videojocs: és un festival d'animació que busca incentivar joves realitzadors, que treballen majorment amb eines digitals amb projecció nacional i internacional. El lloc web del festival ha creat una comunitat que fomenta l'aprenentatge i divulgació dels treballs[20]
- Ciclo Rosa: és una jornada acadèmica amb mostra cinematogràfica sobre diversitat sexual que es realitza a Bogotà i Medellín des de l'any 2001. És un espai per compartir diferents mirades i posicions sobre les sexualitats i identitats de gènere.
- Festival de cine CINEXCUSA: és una esdeveniment realitzat pel grup imatge de la universitat Surcolobiana, cada any amb una temàtica nova, amb seu a la ciutat de Neiva del departament del Huila, la cinquena edició de la qual s'ha realitzat el 2010.
- El Espejo Film Festival, esdeveniment que es realitza l'última setmana de juny des del 2004 a Bogotà i presenta 300 curtmetratges a Colòmbia. Es realitza a 6 sales de cinema, compta amb convidats internacionals i es desenvolupa paral·lelament amb un programa de televisió. Del 24 al 30 de juny del 2010 es realitzarà la 7a edició. www.elespejofilmfestival.com

## Exhibició i distribució
A Colòmbia hi ha cinc grans exhibidors de cinema comercial: Cine Colombia, Cinemark Colombia, Procinal, Cinépolis i Royal Films a més de diversos exhibidors independents entre els quals es destaquen Babilla Cinema, la Cinemateca Distrital de Bogotá, la sala de cinema Los Acevedos del Museu d'art Modern de Bogotà i el Cine Club El Muro a la capital, així com altres cineclubs a diferents ciutats del país.

### Estrenes a Colòmbia
La següent taula presenta les estadístiques comparatives de les estrenes del cinema colombià davant el cinema estranger, publicades pel Fondo Mixto de Promoción Cinematográfica, (Proimagenes en movimiento), amb base en les següents fonts:
- 1993 - 1999, "Impacto del sector fonográfico sobre la economía colombiana: situación actual y perspectivas" Zuleta, Jaramillo, Reina, Fedesarrollo, 2003.
- 2000 - 2006, Dirección de Cinematografía, Cinecolombia

| Any  | Estrenes colombines | Estrenes estrangeres | Total estrenes | Percentatge d'estrenes colombianes |
| ---- | ------------------- | -------------------- | -------------- | ---------------------------------- |
| 1993 | 2                   | 274                  | 276            | 0,72%                              |
| 1994 | 1                   | 267                  | 268            | 0,37%                              |
| 1995 | 2                   | 249                  | 251            | 0.805                              |
| 1996 | 3                   | 270                  | 273            | 1,10%                              |
| 1997 | 1                   | 251                  | 252            | 0,40%                              |
| 1998 | 6                   | 237                  | 243            | 2,47%                              |
| 1999 | 3                   | No disponible        | No disponible  | No disponible                      |
| 2000 | 4                   | 200                  | 204            | 1,96%                              |
| 2001 | 7                   | 196                  | 203            | 3,45%                              |
| 2002 | 8                   | 176                  | 180            | 2,22%                              |
| 2003 | 5                   | 170                  | 175            | 2,86%                              |
| 2004 | 8                   | 159                  | 167            | 4,79%                              |
| 2005 | 8                   | 156                  | 164            | 4,88%                              |
| 2006 | 8                   | 154                  | 162            | 4,94%                              |
| 2007 | 12                  | 186                  | 198            | 6,06%                              |
| 2008 | 12                  | No Disponible        | No Disponible  | 6,06%                              |
| 2009 | 15                  | No Disponible        | No Disponible  | 7,09%                              |
| 2010 | 23                  | No Disponible        | No Disponible  | 9,02%                              |